# Ивар Ингимарсон
Ивар Ингимарсон (на исландски: Ivar Ingimarsson) е исландски футболист, роден на 20 август 1977 г. в село Стьодварфьордюр, в източна Исландия. Баща му, Артноур също е бил футболист.

## Кариера
Ивар започва кариерата си в местния отбор от неговото село – ФК „Сулан“. Там той показва добри качества и е закупен от столичния „Валур“. Там той изиграва 45 мача и вкарва 5 гола. През август 1998 Ивар е купен от средняка „ИБВ Вестманаея“. После е взет под наем в „Торки Юнайтед“. В „Торки“ той вкарва още на дебюта срещу ФК „Барнет“ на 23 октомври 1999 г. при победата с 2:1.